# 67
| [ Edytuj tabelę ] |                                     |
| Cesarz Chin       | - 57 Han Mingdi 75                  |
| Władca Korei      | - 53 T’aejodae 146                  |
| Król Nabatei      | - 40 Malichus II 70                 |
| Papież            | - 33 Piotr Apostoł 67 - 67 Linus 79 |
| Król Partów       | - 51 Wologazes I 78                 |
| Cesarz Rzymu      | - 54 Neron 68                       |

Rok 67 / LXVII
stulecia: I wiek p.n.e. ~
I wiek ~
II wiek

lata: 57 «
62 «
63 «
64 «
65 «
66 «
67
» 68
» 69
» 70
» 71
» 72
» 77

## Wydarzenia
Azja
- Chiński cesarz Han Mingdi sprowadził z Indii mnichów buddyjskich, aby przetłumaczyli święte pisma buddyzmu na język chiński.

Cesarstwo Rzymskie
- Bitwa pod Askalonem podczas powstania w Judei.
- Oblężenie Jotopaty przez legiony Wespazjana.
- Gnejusz Domicjusz Korbulon został zmuszony do popełnienia samobójstwa.
- Linus został wybrany na drugiego po Apostole Piotrze biskupa Rzymu (papieża).

## Zmarli
- 29 czerwca – Paweł z Tarsu, apostoł, główny ideolog wczesnego chrześcijaństwa, ścięty.
- Gnejusz Domicjusz Korbulon, rzymski dowódca, samobójstwo.
- Piotr Apostoł, pierwszy papież, ukrzyżowany (data tradycyjna; lub w 64).
- Procesjusz i Martynian, domniemani męczennicy chrześcijańscy.